# كوفرتينا (شركة)
كوفرتينا هي شركة مساهمة مصرية تأسست سنة 1963 في مصر, و يبلغ رأسمالها 50 مليون جنية مصرى وهي من الشركات المصرية الرائدة في مجال صناعة الشيكولاتة و الحلويات .
يعمل في الشركة أكثر من 1200 عامل وعاملة بطاقة انتاجية مقدارها 70 طن في اليوم الواحد ومصنعها الجديد لكوفرتينا تم إنشاءة في مدينة العاشر من رمضان. تقوم بالتصدير لأكثر من 45 دولة بأفريقيا و الشرق الأوسط و أسيا و أمريكا وأوربا. كما أن للشركة وكلاء في معظم الدول العربية منها: السعودية - الكويت - قطر - البحرين – اليمن - لبنان - دبي- فلسطين-- ليبيا- السودان- الجزائر- العراق - المغرب و جيبوتي. و من بين الأسواق العالمية التي تقوم الشركة بالتصدير إليها: كوريا- موريشيوس- أثيوبيا- أوغندا- كينيا- جنوب أفريقيا- مالاوي- الكاميرون- السنغال- غانا- الكونغو- البرازيل - اريتريا- رومانيا- كندا و دول أخرى عديدة.

## من أهم منتجات الشركة
- الشيكولاتة بجميع أنواعها السادة والمحشوة بالمكسرات
- الشيكولاتة التابلت. جميع أنواع البارات من النوجا وجوز الهند والكرسب مع الكراميل المغطى بالشيكولاتة
- بونبون بالشيكولاتة و جوز الهند و الفواكه
- الطوفى بالشيكولاتة واللبن و الكريم والفواكه
- الدروبس بجميع أنواع الطعوم المختلفة بالأضافة إلى المصاصة
- أنواع ملبس اللوز والسودانى للمناسبات المختلفة